# PGV Austria Trunk
Die PGV Austria Trunk (PGV) ist ein österreichischer Printmedienvertrieb mit Sitz in Anif in Salzburg. Das 1947 gegründete Unternehmen, das bis 2012 als Pressegroßvertrieb Salzburg bekannt war, befindet sich im Besitz der deutschen MELO Group und zählt neben Morawa zu den beiden größten Printmedienvertrieben Österreichs.

## Geschichte
Das Unternehmen wurde 1947 von Hermann Waldbaur als Waldbaur-Pressevertrieb in Wien gegründet. Noch im selben Jahr wurde der Firmensitz von Wien nach Salzburg verlegt. In den darauffolgenden 15 Jahren wuchs das Unternehmen und der deutsche Verleger Franz Burda erwarb erste Anteile. Nach dem Ableben von Hermann Waldbaur gingen dessen Firmenanteile im Jahr 1977 an die Familie Burda über. Der Firmenname wurde auf Pressegrossvertrieb Salzburg geändert.
2004 wurde das Unternehmen von der Schweizer Valora-Holding übernommen.
2012 kaufte die Unternehmensgruppe Trunk (seit 2015: MELO Group) die Anteile an PGV von Valora – der Firmenname der GmbH wurde zu PGV Austria Trunk geändert. Im selben Jahr wird mit Morawa unter den Namen cargoe eine gemeinsame Logistikfirma gegründet.
Nach dem Rückzug des Konkurrenten Morawa aus dem Pressevertrieb übernahm PGV diese Aufgabe zum Jahreswechsel 2018/2019.

## Unternehmensangaben
Das Unternehmen erzielte zum Zeitpunkt der Übernahme durch Valora im Jahr 2004 mit 220 Mitarbeitern einen Jahresumsatz von rund 100 Millionen Euro. Das Vertriebssortiment umfasste zu diesem Zeitpunkt 2.700 Titel von 170 Verlagen. Dazu kommen Beteiligungen an Bahnhofs- und Flughafenbuchhandlungen. Im Gegensatz zu Morawa, das hauptsächlich mit österreichischen Titeln vertreten ist, umfasst das Sortiment von PGV vor allem internationale Titel aus dem deutschsprachigen Raum. Hauptumsatzbringer sind Zeitschriften.
Mit Stand 2018 beliefert das Unternehmen 9.000 Händler mit 3.000 verschiedenen Zeitschriften. Der Jahresumsatz befindet sich mit rund 100 Millionen Euro auf demselben Niveau wie 2004.